# 滕隱公
滕隱公（？—前484年），姬姓，名虞母，子爵。是春秋时代諸侯國滕国第25任君主。鲁哀公十一年（前484年）秋七月辛酉，滕子虞母去世。冬十一月，葬滕子，谥号隐公。。 
| 前任： 滕顷公 | 滕国君主 前491年─前484年 | 繼任： 滕考公 |